# مقاطعة كاس (مينيسوتا)
مقاطعة كاس (بالإنجليزية: Cass County)‏ هي إحدى مقاطعات ولاية مينيسوتا في الولايات المتحدة الأمريكية.